# Hypospila pseudobolinoides
Hypospila pseudobolinoides là một loài bướm đêm trong họ Noctuidae.